# 奥の細道文学賞
奥の細道文学賞（おくのほそみちぶんがくしょう）は、埼玉県草加市が主催する日本の文学賞。本項では、同時に開催されているドナルド・キーン賞についても扱う。

## 概要
市制35周年と松尾芭蕉没後300年の記念事業として、1992年に創設された。奥の細道の旅、その他広く日本の旅を対象とした紀行文や随筆を募集している。2012年、奥の細道や芭蕉、その他近世の俳人および作品の評論を募集するドナルド・キーン賞が創設され、奥の細道文学賞と同時に開催されている。奥の細道文学賞、ドナルド・キーン賞ともに、応募に際して年齢、職業および国籍は問われない。奥の細道文学賞、ドナルド・キーン賞ともに、大賞受賞者には、表彰状、芭蕉翁像および50万円が、優秀賞受賞者および佳作入選者には、表彰状および副賞が贈られる。奥の細道文学賞の場合、400字詰原稿用紙35枚前後で、日本語で書かれたものが募集され、ドナルド・キーン賞の場合、400字詰原稿用紙40枚以内で、日本語で書かれたものが募集される。総務省、文化庁、埼玉県、奥の細道サミット、公益社団法人ブルボン吉田記念財団などが後援している。